# Bahrajn na Letních olympijských hrách 2012
Bahrajn se účastnil Letní olympiády 2012 ve třech sportech. Zastupovalo jej 12 sportovců (8 žen a 4 muži).

## Medailisté
| Medaile | Jméno                  | Sport    | Disciplína  |
| ------- | ---------------------- | -------- | ----------- |
| Zlato   | Meriem Jusuf Džamalová | Atletika | Ženy 1500 m |